# Худолий, Марта Саввична
Марта Саввична Худолий (сентябрь 1892, Веприн — 25 марта 1964, Веприн) — украинский советский деятель, новатор сельскохозяйственного производства, звеньевая колхоза «Первое мая» Радомышльского района Житомирской области. Герой Социалистического Труда (26.02.1958). Депутат Верховного Совета УССР 4—6-го созывов.

## Биография
Родилась в сентябре 1892 года в селе Веприн в крестьянской семье.
Получив начальное образование, поступила в местную сельскохозяйственную артель, а в 1929 году возглавила полеводческий звено колхоза имени Петровского села Веприн, которая славилась высокими урожаями картофеля на малоплодородные земли Житомирщины.
За получение в 1937 году урожая клубней картофеля 746 центнеров, а в 1938 году — 800 центнеров с гектара звеньевая была награждена орденом Ленина. Член ВКП(б) с 1940 года.
После Великой Отечественной войны продолжала работать звеньевой колхоза «Первое мая» села Веприн Радомышльского района Житомирской области. Применяя квадратно-гнездовой метод посадки картофеля и других достижений агрономической науки, звено Худолей ежегодно получало высокие урожаи картофеля.
Указом Президиума Верховного Совета СССР от 26 февраля 1958 года за особые заслуги в развитии сельского хозяйства и достижение высоких показателей по производству зерна, сахарной свеклы, мяса, молока и других продуктов сельского хозяйства и внедрение в производство достижений науки и передового опыта звеньевая Худолей Марта Саввична удостоена звания Героя Социалистического Труда с вручением ордена Ленина и золотой медали «Серп и Молот».
В последующие годы звено Худолей, которое она возглавляла более 30 лет, продолжало получать высокие урожаи картофеля, льна-долгунца и других технических культур.
Избиралась делегатом XXII съезда КПСС (1961). Была членом научного совета Радомышльской сельскохозяйственной опытной станции Житомирской области.

## Награды
- Герой Социалистического Труда (26.02.1958);
- два ордена Ленина (7.02.1939, 26.02.1958);
- ордена и медали.